# Procambarus lucifugus
Procambarus lucifugus är en kräftdjursart som först beskrevs av Hobbs 1940.  Procambarus lucifugus ingår i släktet Procambarus och familjen Cambaridae. IUCN kategoriserar arten globalt som livskraftig.

## Underarter
Arten delas in i följande underarter:
- P. l. lucifugus
- P. l. alachua